# Bartolommei
La famiglia Bartolommei o Bartolomei è stata una nobile famiglia fiorentina. Diffusa anche in altre zone con vari rami (soprattutto a Lucca e nelle Marche, come a Urbino, Montefeltro e Sassocorvaro), nella lunga storia familiare accumulò vari titoli: nobili di Caprie, castellani di Susa, patrizi di Firenze, nobili di Lucca, conti di Sassocorvaro.

La famiglia Bartolomei è protagonista di un'antica leggenda che narra la storia di Alessandra Bartolomei, una giovane ragazza che salvò la vita di una donna che stava per essere uccisa da alcuni malviventi. La signora, secondo la leggenda, disse alla ragazza che nessuno l'aveva mai difesa in precedenza e che per questo lei e le sue discendenti, a patto che porteranno il suo stesso nome, avranno un destino di gioie e successi. Questa favola/leggenda era spesso raccontata ai bambini per convincerli a essere buoni.

## Storia
Originari forse della Germania, nel XIII secolo si conosce una famiglia "de' Bartolomei" nella Val di Susa. Alcuni di loro erano uomini d'arme e si spostarono al soldo di qualche grande vassallo imperiale in altre zone: una prima tappa fu probabilmente le Marche (dove ottennero il titolo di marchesi) e poi altre città, tra le quali Firenze. 
Qui il primo a stabilirsi, all'inizio del XV secolo, fu Antonio di Bartolomeo Verleoni, i cui discendenti presero il nome paterno "Bartolommei". Essi si dedicarono all'attività notarile e si stabilirono in via Lambertesca, dove esiste ancora il palazzo Bartolommei, legato al ramo principale. Presto arrivarono anche la fortuna economica e le cariche politiche nella Repubblica. Appartenenti alla fazione medicea, subirono tempi duri nelle lotte di potere dell'epoca, ma alla fine trionfarono accanto ai Medici dopo l'Assedio di Firenze (1530). Fece eccezione un Bernardo Bartolommei, che si oppose all'ascesa di Cosimo I e venne dichiarato ribelle nel 1575: fu esiliato a Lione dopo la congiura dei Pucci. Riappacificati con la casata, più di un Bartolommei durante il Granducato di Toscana venne nominato senatore del Consiglio consultivo, una carica puramente simbolica ma altamente onorifica. Favoriti dai collegamenti in Francia, alcuni di loro si arricchirono ulteriormente in quel paese. 
Tra il 1631 e il 1641 il marchese Anton Maria Bartolommei fece ristrutturare l'interno della chiesa di Santo Stefano al Ponte, confinante e con accesso diretto al palazzo di famiglia, inserendo numerosi motivi araldici nella decorazione. Probabilmente fu consistente l'apporto creativo del marchese stesso, come sembra emergere dai documenti di pagamento conservati, che non menzionano mai un responsabile della nuova fabbrica. Il risultato fu particolarmente originale, perché la chiesa venne decorata usando solo linee spezzate, non esisteva una sola linea curva, e questo potrebbe essere stato un omaggio alle teorie di Galileo e ai modi di comprendere la realtà tramite approssimazioni sempre più vicine alla natura divina (così come i segmenti spezzati dei poligoni approssimano il cerchio).
Mattias Maria Bartolommei (1640-1695) fu un letterato e accademico della Crusca, oltre che ambasciatore per Cosimo III in Francia nel 1679. Girolamo Bartolommei fu "maire" di Firenze (sindaco) durante l'occupazione napoleonica.

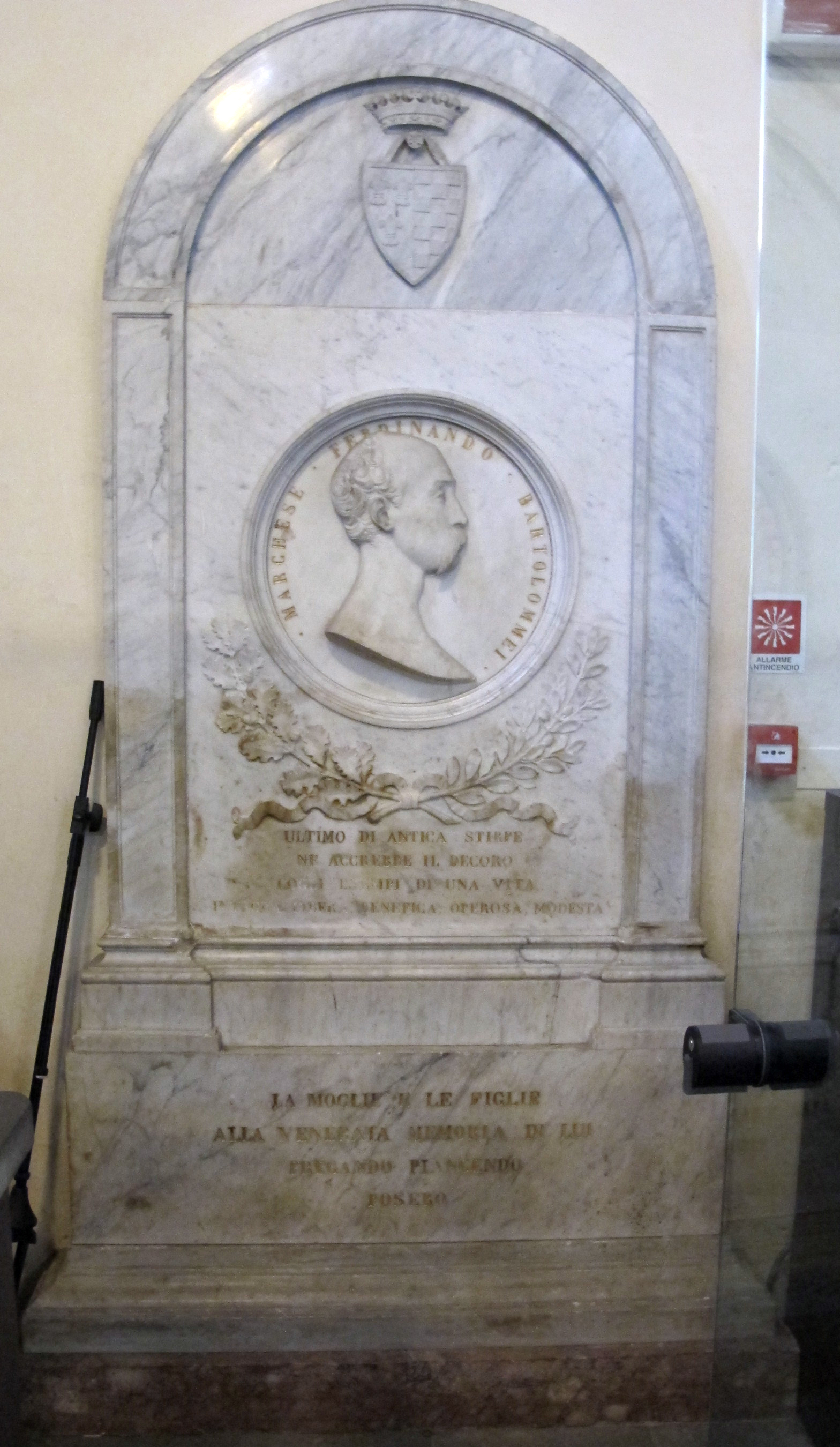
La tomba di Ferdinando Bartolommei in Santo Stefano al Ponte, di Pio Fedi

Nel XIX secolo Ferdinando Bartolommei, ricordato anche da una lapide sulla facciata del palazzo familiare, fu un importante uomo politico, tra i protagonisti del Risorgimento, in particolare del trapasso senza spargimenti di sangue dallo Stato di Toscana al Regno d'Italia. 
Isabella Roncioni, promessa sposa al marchese Pietro Bartolommei, fu amata da Ugo Foscolo, che le indirizzò varie lettere e le dedicò dei versi ("Ma per te le mortali ire e il destino / spesso obliando, a te, Donna, io sospiro / luce degli occhi miei, chi mi t'asconde?").
Nel ramo di Sassocorvaro si ricorda il beato Domenico Bartolomei, nato nel 1878, e la coreografa e danzatrice Franca Bartolomei. 
La famiglia si estinse nel corso del XX secolo e l'ultimo dei rami fu quello delle Marche. Molte delle proprietà familiari in Toscana e Piemonte passarono ai Doria.

## Mecenatismo
Il nome dei Bartolommei è legato a vari edifici. Oltre ai già citati palazzo Bartolommei-Buschetti e Santo Stefano al Ponte, a Firenze restano l'ottocentesco palazzo Bartolommei in via Cavour (di Gherardo Silvani) e un seicentesco Palazzo Bartolommei-De Rossi in piazza Gaetano Salvemini.
A Lucca resta un palazzo Bartolomei dall'architettura rinascimentale ben conservata. A Livorno esisteva un palazzo Bartolommei nella Venezia Nuova, danneggiato dai bombardamenti del 1943, fu demolito nel secondo dopoguerra.

## Biblioteca Bartolommei
Girolamo di Mattia d'Antonio Bartolommei (c. 1584-1662), il figlio Mattias Maria Bartolommei (1640-1695) e il nipote Ferdinando di Mattias Bartolommei (1678-1748) erano noti collezionisti di manoscritti e libri rari e fondatori della già famosa Biblioteca Bartolommei. Possedevano, tra l'altro, testi manoscritti di Lorenzo Giacomini Tebalducci Malespini, Anton Francesco Grazzini, Francesco Marcaldi, Benedetto Menzini e Benedetto Varchi.

## Stemma
Lo stemma dei Bartolommei è uno scudo rosso con la parte destra a scacchi d'oro e alla sinistra tre gigli pure d'oro. Lo stemma rispecchia la tradizionale origine militare, infatti il rosso è emblema di audacia e valore in combattimento, gli scacchi il campo di battaglia e i gigli sono forse un simbolo di rispetto verso i reali di Francia.